# Parc historique national Pu'uhonua O Honaunau
Le parc historique national de Puʻuhonua o Hōnaunau est un parc historique national des États-Unis situé sur la côte ouest de l'île d'Hawaï dans l'État américain d'Hawaï. Le parc historique préserve le site où, jusqu'au début du XIXe siècle, les Hawaïens qui enfreignaient un Kapu (en) (une des anciennes lois) pouvaient éviter une mort certaine en fuyant vers ce lieu de refuge ou puʻuhonua. Le délinquant serait absous par un prêtre et autorisé à partir. Les guerriers vaincus et les non-combattants pouvaient également trouver refuge ici en temps de bataille. Les terres situées juste à l'extérieur de la Grande Muraille qui entoure le puʻuhonua abritaient plusieurs générations de chefs puissants.
Puʻuhonua o Hōnaunau est l'un des quatre seuls endroits à Hawaï où le drapeau d'Hawaï peut officiellement flotter seul sans le drapeau américain ; les trois autres endroits sont le palais ʻIolani, le Mauna ʻAla (en) et Thomas Square (en),.

## Histoire
Le site de 420 acres (1,7 km²) a été créé en 1955 sous le nom de Parc historique national de la Cité-Refuge et a été rebaptisé le 10 novembre 1978.
En 2000, le nom a été modifié par la loi de 2000 sur la correction linguistique des parcs nationaux hawaïens, respectant l'orthographe hawaïenne.
Il comprend le puʻuhonua et un complexe de sites archéologiques comprenant : des plateformes de temples, des viviers royaux, des pistes de luge et quelques villages côtiers. Le temple Hale o Keawe et plusieurs structures au toit de chaume ont été reconstruits.

## Voir également
- Liste des parcs d'État hawaïens